# ジョー・スティルゴー
ジョー・スティルゴー（英語: Joe Stilgoe、1979年5月29日 - ）は、イギリスの歌手、ピアニスト、ソングライター。

## 生い立ち
1979年5月29日、イギリスのケント・セブノークスに生まれる。

## ディスコグラフィー

### アルバム
- 『I Like This One』（2008年）
- 『We Look to the Stars』（2012年）
- 『Songs on Film』（2014年）
- 『The Heat Is On!』（2019年）